# Dizengoffovo náměstí

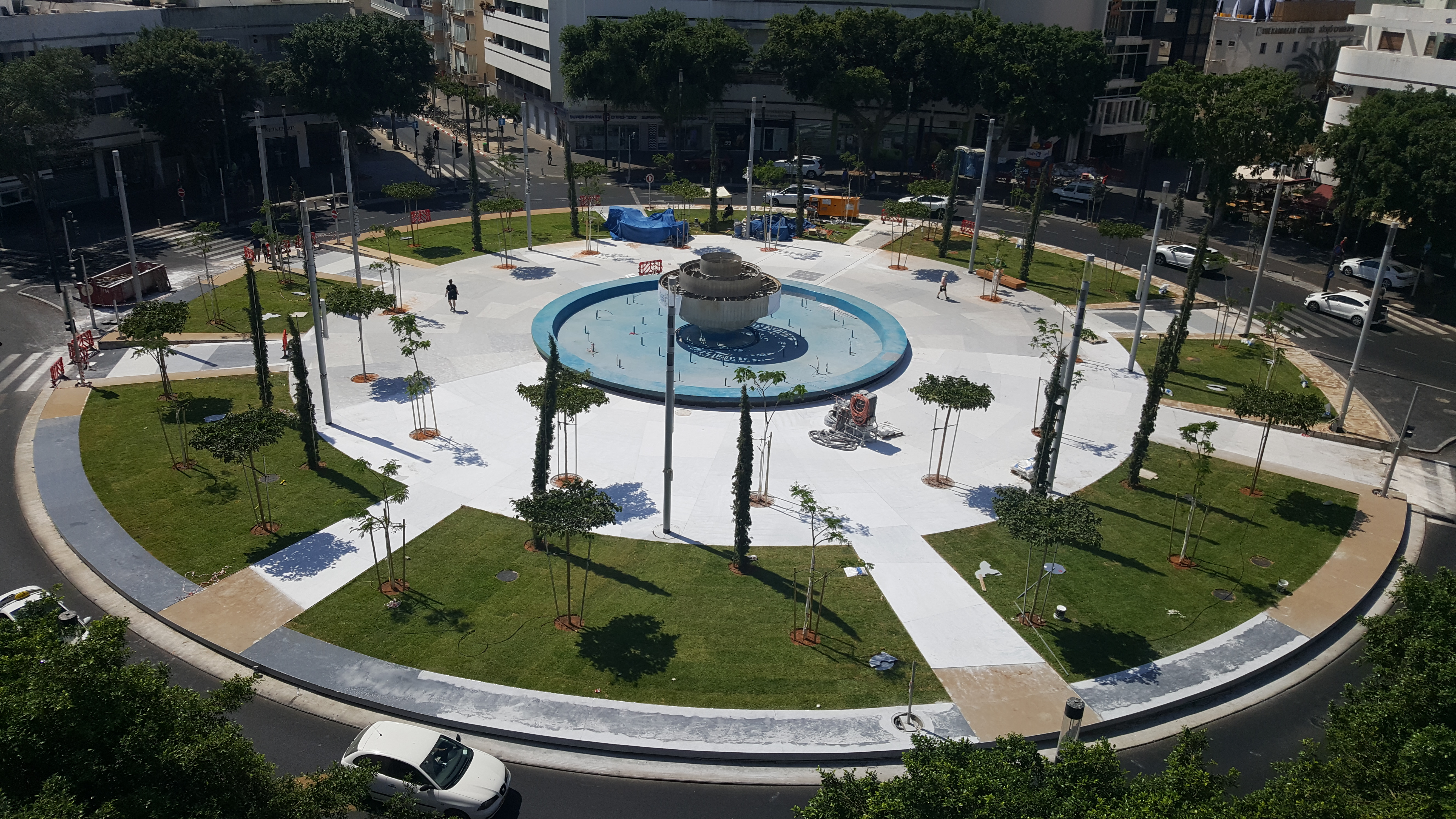
2019

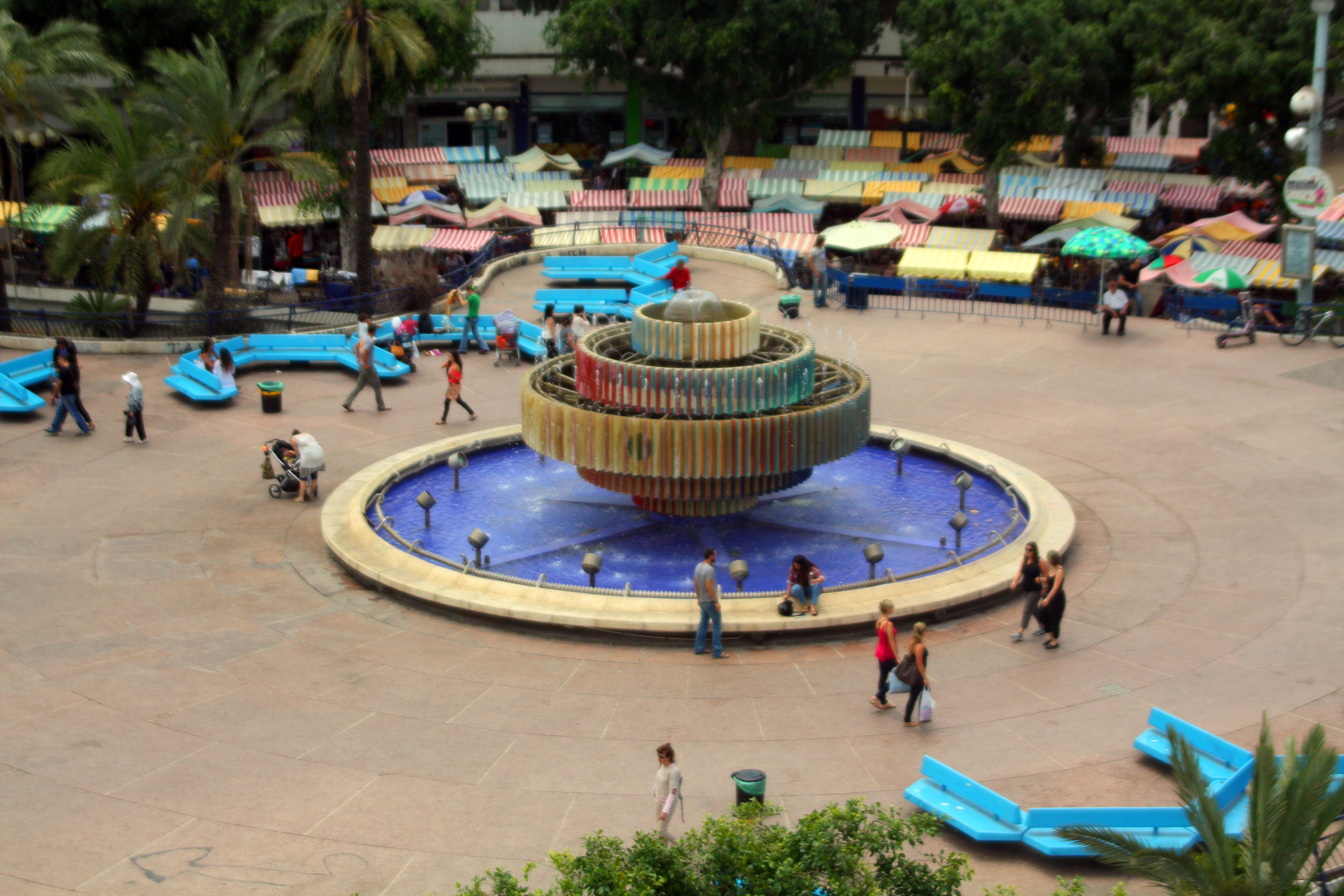
Fontána Oheň a voda výtvarníka Ja'akova Agama na Dizengoffově náměstí

Dizengoffovo náměstí (hebrejsky: כִּכָּר דִיזֶנְגוֹף, Kikar Dizengof, celým názvem Náměstí Ziny Dizengoffové, hebrejsky: כִּכָּר צִינָה דִיזֶנְגוֹף, Kikar Cina Dizengof) je náměstí v Tel Avivu, které se nachází u ulic Dizengoffova, Reinesova a Pinskerova. Jedná se jedno z hlavních telavivských náměstí, které bylo postaveno v roce 1934 a slavnostně otevřeno v roce 1938.

## Historie

### Raná historie (30. až 70. léta)

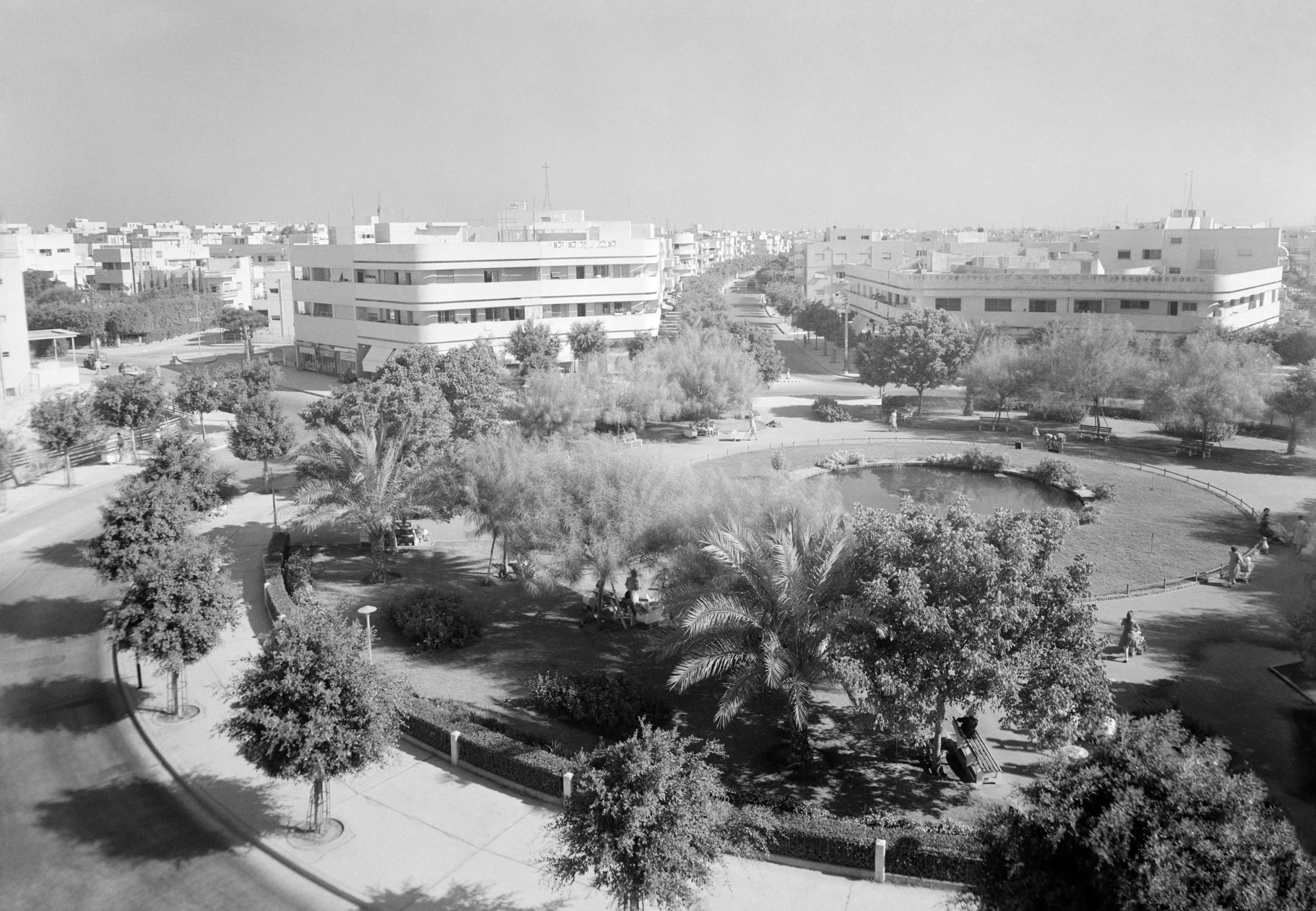
Dizengoffovo náměstí fotografováno v letech 1940 až 1946

Náměstí postavené v roce 1934 bylo součástí původního architektonického návrhu sira Patricka Geddese a bylo navrženo architektem Geniou Averbuchem. Původní myšlenka vybudovat pod náměstím podzemní parkoviště zůstala nezrealizovaná a namísto toho byl kolem náměstí vybudován kruhový objezd, v jehož středu se nacházela zahrada s fontánou. Po desetiletí bylo náměstí oblíbeným místem a jednou z pamětihodností telavivského historického Bílého Města.

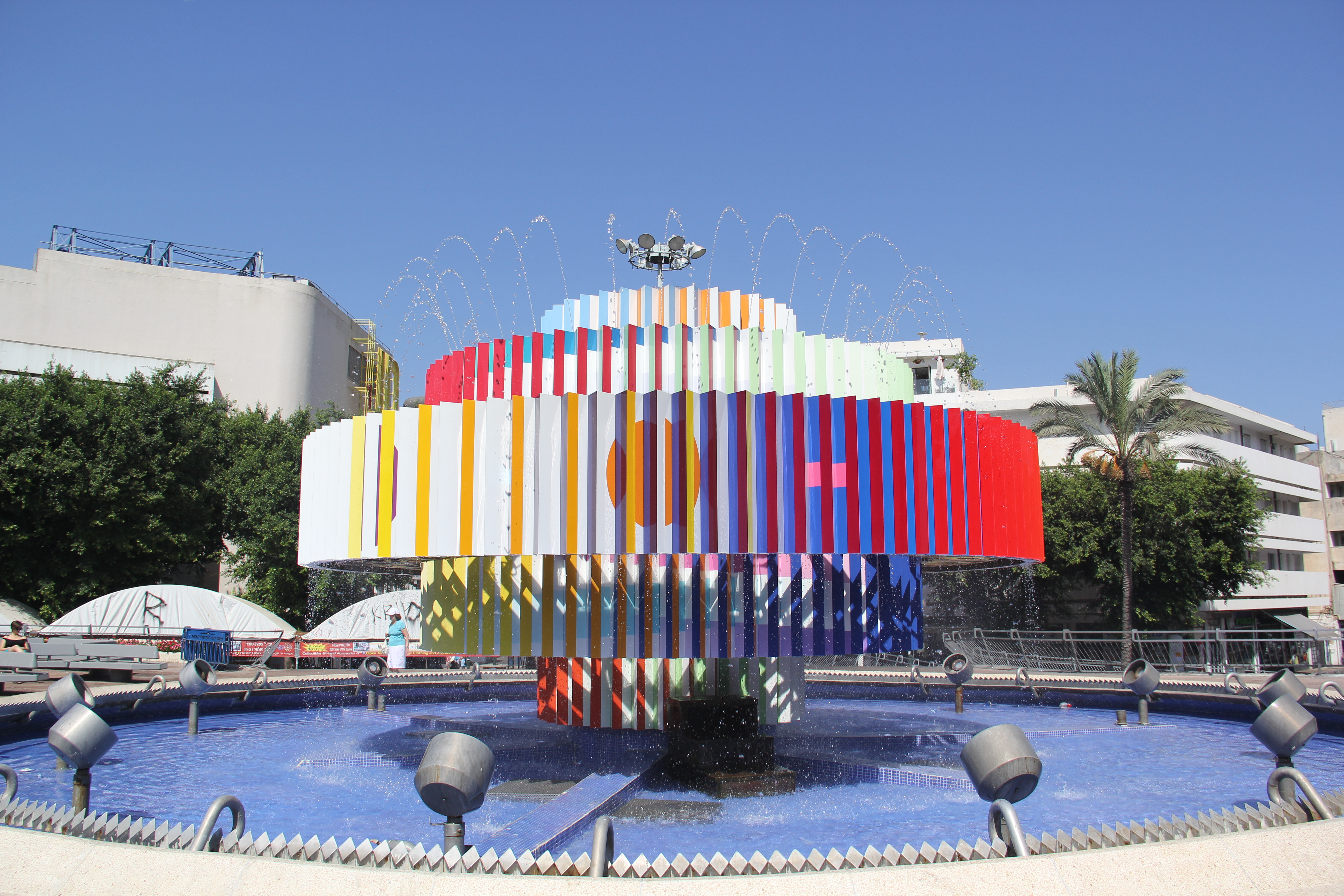
Detail fontány

Náměstí je typické svým kruhovým tvarem a od svého založení bylo ústředním bodem centrální části Tel Avivu. Dizengoffovo náměstí je pojmenováno po Zině (Cina), manželce prvního telavivského starosty, Meira Dizengoffa. Původní název ze 30. let byl kvůli jeho tvaru tvořeném kruhovým objezdem, na kterém se setkávalo šest ulic, „Étoile Tel Aviv“.

### Přestavba (70. léta)
V roce 1978 došlo za funkčního období starosty Šlomo Lahata k technickému vyzdvižení náměstí a svedení dopravy pod něj. Toto řešení bylo navršeno architektem Cvi Lissarem ze společnosti Lissar Architects and City Planners. K této úpravě bylo přistoupeno kvůli vyřešení dopravních problémů a zejména častých dopravních zahlcení okolí náměstí. Náměstí bylo přebudováno za použití naprosto odlišné úpravy: bylo překryto vyvýšeným prostorem pro chodce nad Dizengoffovou, Pinskerovou a Reinsovou ulicí. Prostor pro pěší byl vyzdvižen a rampami spojen s blízkými chodníky a pěšími zónami v ulicích Ben Amiho a Zamenhoffa. Silniční doprava pak byla svedena pod náměstí.
Tyto změny se setkaly s různými reakcemi, avšak představitelé města jej vysvětlili tak, že v té době byly nezbytné pro vyřešení dopravních problémů ve městě.

### Centrum a fontána (80. léta)
V roce 1972 začala výstavba Dizengoffova centra, která však bylo dokončeno až v roce 1983. To je od náměstí vzdáleno přibližně tři sta metrů. Uprostřed náměstí byla v 70. letech během jeho rekonstrukce vztyčena fontána, která byla o osm let později nahrazena fontánou Ja'akova Agama.

### Přestavba
Existují návrhy na přestavbu Dizengoffova náměstí do jeho původní podoby, které by měly zajistit zvýšení jeho oblíbenosti. V roce 2007 vysvětlil telavivský městský inženýr Hezi Berkovich plán, podle něhož by mělo být Dizengoffovo náměstí sníženo do původního stavu. V současné době podle něj náměstí ruší vizuální vjem chodců, kteří již nechodí po okolních chodnících, ale jednoduše vyjdou po rampě nahoru na náměstí a poté opět sejdou dolů. Během let tak došlo k zhoršení stavu náměstí i okolních budov. Kromě toho je záměrem přesunout Agamovu fontánu na jiné místo v Tel Avivu.
Bývalý starosta Šlomo Lahat, který byl starostou v době přeměny náměstí, rovněž podporuje přestavbu náměstí do jeho původní podoby. Zároveň prohásil, že přebudování náměstí v 70. letech bylo jediné rozhodnutí z funkce starosty, kterého dodnes lituje. V této souvislosti mimo jiné řekl: „Jsem za to zodpovědný, je to má vina. Změnili jsme náměstí a všechna zeleň krása a příjemnost zmizela. Nyní je možné udělat něco opravdu krásného a působivého“ dodal v narážce na potenciální přestavbu náměstí.